# Хенри Р. Селдън
Хенри Роджърс Селдън (на английски: Henry Rogers Selden) е американски адвокат и политик. Той е вицегубернатор на Ню Йорк от 1857 до 1858 г. Селдън защитава Сюзън Б. Антъни в процеса ѝ от 1873 г. за незаконно гласуване като жена.

## Биография
Хенри Селдън е роден на 14 октомври 1805 г. в Лайм, окръг Ню Лондон, Кънектикът, САЩ.
През 1825 г. той се мести в Рочестър, Ню Йорк, за да учи право във фирмата на Адисън Гардинър и брат си – Самюъл Л. Селдън. Той е приет в адвокатската колегия през 1830 г. и започва практика в Кларксън, Ню Йорк.
На 25 септември 1834 г. Селдън се жени за Лора Ан Болдуин в Кларксън. Имат трима сина и две дъщери, като синът му Джордж става първият човек, получил патент за автомобил.
Селдън е докладчик за делата към Апелативния съд на Ню Йорк през 1851 г. Първоначално демократ, той става аболиционист и член-основател на нюйоркската Републиканска партия през 1856 г., а през ноември е избран за вицегубернатор. През 1858 г. Йейлският колеж му дава степен legum doctor. Той се връща в Рочестър през 1859 г. и е делегат на Републиканската национална конвенция от 1860 г.
През юли 1862 г. Хенри Р. Селдън е назначен за съдия в Апелативния съд в Ню Йорк, за да запълни свободното място след оставката на брат му Самюъл. През ноември 1863 г. той е преизбран за осемгодишен мандат, но подава оставка на 2 януари 1865 г. През 1866 г. той е член на Асамблеята на щата Ню Йорк (Монро Ко., 2-ра степен).
През 1870 г. той е номиниран от Републиканската партия за главен съдия на Апелативния съд, но губи от демократа Санфорд Е. Чърч. През 1872 г. Селдън е делегат на националния конгрес на Либералната републиканска партия в Синсинати. Вътрешнопартийните кавги там го карат да се оттегли от политиката. Той прекарва последната част от годината и първата половина на 1873 г., като работи по случая на Сюзан Антъни, за което никога не иска заплащане. Селдън се оттегля от адвокатската практика през 1879 г.
Умира на 18 септември 1885 г. и е погребан близо до Антъни на гробището Маунт Хоуп, Рочестър.
Кварталът Селдън в Ню Йорк е кръстен на него.